# Арочный бассейн
Арочный бассейн — подземное водохранилище в городе Рамле, Израиль, построенное в конце VIII века. Памятник архитектуры — единственное крупное сооружение эпохи Аббасидов, обнаруженное на территории Израиля. Один из самых ранних примеров использования в строительстве стрельчатых арок. В настоящее время — популярная туристическая достопримечательность города Рамле. Арочный бассейн отреставрирован и открыт для посещения. Эксурсанты могут спуститься в подземное водохранилище и покататься по нему на гребных лодках.

## Названия
Подземный арочный бассейн в городе Рамле имеет несколько названий.
Название «Арочный бассейн» (общепринятое в настоящее время, в том числе в научной литературе) дали подземному водохранилищу археологи из-за его уникальных арочных перекрытий.
Два местных арабских названия водохранилища можно перевести как «Козий колодец» и «Купальня неверной».
В христианской традиции используется название «Бассейн Св. Елены», восходящее к временам крестоносцев.

## История

### Предпосылки строительства
Арочный бассейн был сооружён при пятом халифе Аббасидского халифата, Харуне ар-Рашиде (763—809), знаменитом халифе, упомянутом в сказках «Тысяча и одна ночь». Строительство было завершено к 172 году по исламскому календарю (789 год н. э.). На стене у начала спуска в подземелье сохранилась надпись с датой об окончании работ.
Арочный бассейн был одним из элементов сложной системы водоснабжения Рамле в VIII—X веках нашей эры. Город Рамла был основан в 705—715 годах Сулейманом Абд-аль-Маликом как столица джунда Филастин в стратегически выгодном, но маловодном месте, на песчаных дюнах. Для снабжения Рамле водой были вырыты колодцы, сооружены акведук длиной около 10 км, доставляющий воду из ключей на холме Тель-Гезер, несколько подземных водяных резервуаров возле Белой мечети и, наконец, построен Арочный бассейн.
Система водоснабжения древнего Рамле, включая акведук и Арочный бассейн, функционировала, по мнению археологов, примерно 150 лет. Акведук постепенно приходил в негодность, по-видимому, из-за прекращения обслуживания и ремонта, и был окончательно разрушен землетрясениями 1033 и 1068 годов.

### Археологические изыскания и реставрационные работы
Первые раскопки Арочного бассейна произвел французский археолог маркиз Ду Вог (De Vogüé) в 1862 году. Подземное водохранилище оказалось забитым песком и илом, но само сооружение почти не пострадало от времени и землетрясений. Ду Вог обнаружил на стене коридора у спуска в бассейн надпись с датировкой окончания работ. Но самой интересной находкой были стрельчатые арки, поддерживающие крышу бассейна. На основании этой находки Ду Вог доказывал, что готический стиль архитектуры, основным элементом которого являются стрельчатые арки не зародился в Европе, а был заимствован крестоносцами из архитектуры ближнего востока — Египта, Персии, Леванта.
В 1934—1937 годах Управление Древностей Британского Мандата провело работы по изучению, реставрации и сохранению Арочного бассейна.
В 1960 году муниципалитет Рамлы очистил бассейн и превратил его в туристический аттракцион с гребными лодками.
В 2007 году бассейн закрыли из-за того, что со стен и потолка отвалилось несколько больших кусков штукатурки.
В 2009 году Израильским управлением древностей был составлен проект консервационных работ в бассейне и проведены археологические раскопки. После завершения работ Арочный бассейн снова снабдили гребными лодками и открыли для публики.

## Конструкция Арочного бассейна
Арочный бассейн сооружен внутри большой ямы. Площадь бассейна около 400 м², средняя высота 9 метров, объём 5700 м³. Противоположные стены бассейна немного не параллельны друг другу. Стены и пол бассейна водонепроницаемые.
В бассейне имеется 16 боковых опор — колонн прямоугольного сечения и 15 центральных колонн крестообразного сечения. Колонны соединяются стрельчатыми арками. Над арками выложены стены, со стрельчатыми же окнами над каждой аркой, на которые опирается сводчатая крыша. Первоначально крыша имела 6 сводов, из которых к настоящему времени сохранилось пять. Своды крыши находились под слоем грунта, удаленного во время реставрационных работ 1934—1937 годов. В сводах крыши сделаны отверстия, вокруг которых были выложены цилиндрические каменные трубы — колодцы.
В одной из стен бассейна на высоте примерно 7 метров от пола находится отверстие, через которое бассейн наполнялся водой из канала акведука. С внешней стороны стены напротив наливного отверстия находится небольшой предварительный бассейн, предназначенный, по-видимому, для фильтрования мусора и для того, чтобы уменьшить скорость потока (напор) воды, наливающейся в Арочный бассейн из акведука.
В настоящее время бассейн наполняется грунтовыми водами через трещины в полу и стенах.